# اگناتیوس انطاکی
اِگناتیوس اَنطاکی (یونانی باستان: Ἰγνάτιος Ἀντιοχείας؛ زاده ح. ۳۵ - درگذشته ح. ۱۰۸) اسقف انطاکیه، کشیش حواری، شاگرد حواری یوحنا و سومین اسقف انطاکیه بود. به مرگ با درندگی وحشیان محکوم و از راه آناتولی به رم برده شد. در این سفر هفت نامه به جوامع مسیحی که از آن گذشت نگاشت.  در این نامه‌ها، عناصر مسیحیت را شرح داد و برخی بدعت‌ها را محکوم کرد. 